# 金砂里
金砂里位於臺灣臺南市西港區北部，是西港區最北的里，因過去存在的砂丘地形而得名:586:49。這些砂丘的形成與過去曾文溪（灣裡溪）舊河道流經此地有關，在1823年曾文溪改道後，舊溪床泥沙在東北季風吹襲下形成砂丘:49。另外也有傳說砂丘是一夕之間從麻豆區大山腳吹來的:585。過去砂丘分布範圍從新寮、砂凹仔、中社仔到施寮仔，但因為人為因素大多已被剷平:586:77。

## 沿革
該里在日治時期屬於西港庄大字下宅子，二次大戰後將當地金黃色砂丘地形而命名為「金砂村」:585:49。2010年12月25日，因臺南縣市合併升格，改為金砂里。

## 聚落與地名
金砂里境內有砂凹仔、中社仔、施寮仔、新寮、學甲寮仔、下宅仔等聚落:586:77。

## 教育
在砂凹仔有後營國小金砂分校，成立於1964年，曾一度於1977年8月獨立成金砂國小:587。     

## 宗教信仰
該里有砂凹仔金安宮、新寮新安宮、下宅仔進興宮等廟宇:587。